# Polyrhachis inermis
Polyrhachis inermis är en myrart som beskrevs av Smith 1858. Polyrhachis inermis ingår i släktet Polyrhachis och familjen myror. Inga underarter finns listade i Catalogue of Life.